# テイラー・ユングマン
- テイラー・ヤングマン

テイラー・ヒース・ヤングマン（Taylor Heath Jungmann、1989年12月18日 - ）は、アメリカ合衆国テキサス州テンプル出身の元プロ野球選手（投手）。右投右打。
NPBでの登録名はヤングマン。発音はヤングメン(YOUNG-men)となっている。

## 経歴

### プロ入りとブルワーズ時代
2011年のMLBドラフト1巡目（全体12位）でミルウォーキー・ブルワーズから指名され、プロ入り。
2014年11月20日にブルワーズとメジャー契約を結び40人枠入りした。
2015年6月9日にメジャー初昇格を果たし、同日のピッツバーグ・パイレーツ戦で先発して7回を1失点に抑えてメジャー初登板初勝利を挙げた。以後、先発ローテーションに定着して21試合に先発登板。防御率3.77・9勝8敗という成績をマークし、1試合で完投もした。また、1191⁄3回で107個の三振を奪って奪三振率8.1をマークした。
2016年は8試合に登板、うち6試合が先発登板だったが、262⁄3回で17四球・3死球を出す制球難に見舞われ、防御率7.76・5敗・WHIP1.76と大崩れした。マイナーでは、AA級のビロクシ・シャッカーズとAAA級のコロラドスプリングス・スカイソックスの2チームに所属。計21試合に先発登板したが、ここでも1061⁄3回で70四球を与える制球難に陥り、防御率4.66・4勝7敗に留まった。
2017年は開幕ロースター入りしたものの1試合のみの登板で、4月6日にマイナー・オプションでAA級ビロクシに配属され、その後は5月にAAA級コロラドスプリングスに昇格したがメジャー昇格がないままシーズンを終えた。
2018年1月10日にブーン・ローガンとの契約に伴い、FAとなった。日本球界で出場機会を求めることも視野に入れていると報じられていた。

### 巨人時代
2018年1月16日に読売ジャイアンツと契約合意した。背番号はマイコラスと同じ39で、登録名は「ヤングマン」。二軍で7勝2敗防御率1.43の好成績を残しながらも外国人枠の関係で昇格できなかったが、抑えのアルキメデス・カミネロの不調により7月1日に昇格。その日の中日戦（ナゴヤドーム）に先発し、8回を被安打3、与四球2、8奪三振無失点の好投を見せ、NPB移籍後、初登板・初先発・初勝利を達成した。
しかし、7月25日のヤクルト戦で打球を左手に受けて骨折し離脱する。
2019年は10試合に先発登板するも、制球を乱す試合も多く、3勝4敗で防御率は6点台と結果を出せなかった。同年限りで退団となった。

### レンジャーズ傘下時代
2020年2月13日にテキサス・レンジャーズとマイナー契約を結んだ。6月1日に解雇され、以降は独立リーグでプレーした。

## 人物
自身の登板時には、西城秀樹の名曲YOUNG MANが使用されている。

## 詳細情報

### 年度別投手成績
| 年 度    | 球 団    | 登 板 | 先 発 | 完 投 | 完 封 | 無 四 球 | 勝 利 | 敗 戦 | セ 丨 ブ | ホ 丨 ル ド | 勝 率 | 打 者 | 投 球 回 | 被 安 打 | 被 本 塁 打 | 与 四 球 | 敬 遠 | 与 死 球 | 奪 三 振 | 暴 投 | ボ 丨 ク | 失 点 | 自 責 点 | 防 御 率 | W H I P |
| -------- | -------- | ----- | ----- | ----- | ----- | -------- | ----- | ----- | -------- | ----------- | ----- | ----- | -------- | -------- | ----------- | -------- | ----- | -------- | -------- | ----- | -------- | ----- | -------- | -------- | ------- |
| 2015     | MIL      | 21    | 21    | 1     | 0     | 0        | 9     | 8     | 0        | 0           | .529  | 501   | 119.1    | 106      | 11          | 47       | 1     | 8        | 107      | 8     | 0        | 55    | 50       | 3.77     | 1.28    |
| 2016     | MIL      | 8     | 6     | 0     | 0     | 0        | 0     | 5     | 0        | 0           | .000  | 126   | 26.2     | 30       | 4           | 17       | 1     | 3        | 18       | 0     | 0        | 24    | 23       | 7.76     | 1.76    |
| 2017     | MIL      | 1     | 0     | 0     | 0     | 0        | 0     | 0     | 0        | 0           | .000  | 6     | 0.2      | 2        | 0           | 1        | 0     | 1        | 1        | 0     | 0        | 1     | 1        | 13.50    | 4.50    |
| 2018     | 巨人     | 4     | 4     | 0     | 0     | 0        | 3     | 1     | 0        | 0           | .750  | 107   | 26.0     | 25       | 2           | 9        | 1     | 0        | 25       | 0     | 0        | 9     | 8        | 2.77     | 1.31    |
| 2019     | 巨人     | 10    | 10    | 0     | 0     | 0        | 3     | 4     | 0        | 0           | .429  | 206   | 44.1     | 49       | 9           | 26       | 0     | 3        | 28       | 2     | 0        | 33    | 30       | 6.09     | 1.69    |
| MLB：3年 | MLB：3年 | 30    | 27    | 1     | 0     | 0        | 9     | 13    | 0        | 0           | .409  | 633   | 146.2    | 138      | 15          | 65       | 2     | 12       | 126      | 8     | 0        | 80    | 74       | 4.54     | 1.38    |
| NPB：2年 | NPB：2年 | 14    | 14    | 0     | 0     | 0        | 6     | 5     | 0        | 0           | .545  | 313   | 70.1     | 74       | 11          | 35       | 1     | 3        | 53       | 2     | 0        | 42    | 38       | 4.86     | 1.55    |

- 2019年度シーズン終了時

### 記録（NPB）
初記録

#### 投手記録
- 初登板・初先発・初先発勝利：2018年7月1日、対中日ドラゴンズ11回戦（ナゴヤドーム）、8回無失点で勝利投手
- 初奪三振：同上、2回裏にダヤン・ビシエドから空振り三振

#### 打撃記録
- 初打席：2018年7月1日、対中日ドラゴンズ11回戦（ナゴヤドーム）、2回表に山井大介から空振り三振
- 初安打・初打点： 2018年7月17日、対阪神タイガース14回戦（阪神甲子園球場）、4回表に岩田稔から左前2点適時打

### 背番号
- 41 （2015年）
- 26 （2016年 - 2017年）
- 39  （2018年）
- 49  （2019年）

### 登場曲
- 西城秀樹「YOUNG MAN (Y.M.C.A.)」（2018年 - 2019年）※打席時
- Kanye West「Can't Tell Me Nothing」（2018年 - 2019年）※登板時